# ラタナヤケ・ラマル・ギービン
- ラタナヤケ・ラマル・ギービン
- ラタナヤケ・ラマルギービン
- ラマル・ギービン・ラタナヤケ
- ラマルギービン・ラタナヤケ

ラタナヤケ・ラマル・ギービン（Ratanayake Ramal Geevin、2006年4月8日 - ）は、愛知県名古屋市出身のプロ野球選手（外野手・育成選手）。右投右打。埼玉西武ライオンズ所属。
名前表記は「ラタナヤケ」がファミリーネーム、「ギービン」がミドルネーム、「ラマル」がファーストネームである。NPBでの登録名はラマル。
両親はスリランカ出身であるが、出身は日本である。

## 経歴

### プロ入り前
小学校中学年のころ、友人の誘いで野球に魅了され、野球を始めた。当時からパワーが抜群で、視察に訪れた名古屋の中学硬式野球チームの愛知港ボーイズの関係者の勧誘を受け、入団した。
愛知港ボーイズでは主力として活躍し、2年の冬にはチームメイトの小笠原蒼の偵察に訪れた大阪桐蔭高等学校のスカウトから推薦の打診を受け、受験の結果合格し同校に進学。2024年の春の選抜大会では4番打者として出場した。高校通算で33本塁打を記録。甲子園出場回数は2023年の春、2024年の春、夏の計3回。同年の夏の大会では2試合とも代打出場であった。9月18日にプロ志望届を提出した。
2024年に行われたドラフト会議にて、埼玉西武ライオンズから育成3位指名を受けた。11月14日に契約交渉に臨み、支度金350万円、年俸280万円で入団に合意した（金額はいずれも推定）。背番号は132に決まった。担当スカウトは後藤光貴。登録名はラマルとなった。

## 選手としての特徴
高校通算33本塁打を記録したパワフルな打撃が魅力。担当スカウトからは「高校生離れした飛距離を放つ、将来の長距離砲として期待できる選手」と評価している。

## 人物
ファーストネームの「ラマル」はスリランカの公用語のひとつであるシンハラ語で「太陽のように輝く男の子」、ミドルネームの「ギービン」は「音楽を聞くのが好きな男の子」という意味である。
本名の表記は、NPBの個人成績ページでは日本式に姓を先頭とした「ラタナヤケ ラマル ギービン」が用いられているが、本人のSNSでは欧米式に名を先頭にした「ラマル ギービン ラタナヤケ」を使用している。またミドルネームとファーストネームを結合して「ラマルギービン」とされることもあり、NPBにおいてもドラフト時点では「ラマルギービン ラタナヤケ」名義であった。

## 詳細情報

### 背番号
- 132（2025年[11] - ）

### 登録名
- ラマル（2025年[2] - ）